# Pietro Lombardo

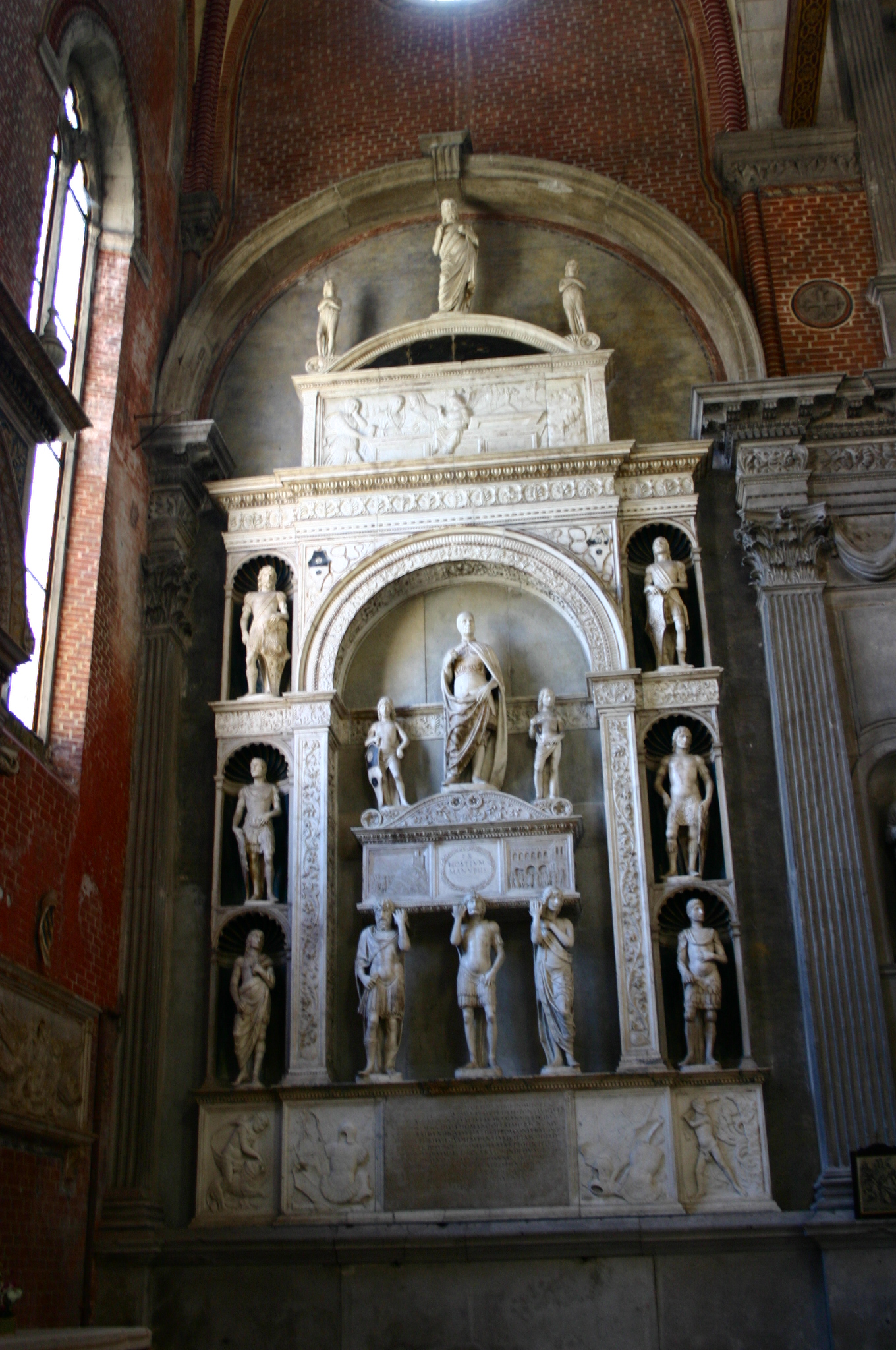
Pietro Lombardo: Graf van Pietro Mocenigo in Santi Giovanni e Paolo (Venetië)

Pietro Lombardo (Carona in het Hertogdom Milaan, ca. 1435 - Venetië, juni 1515) wordt als een van de belangrijkste Italiaanse architecten en beeldhouwers van Venetië tijdens de Italiaanse renaissance beschouwd. Hij was de vader van Tullio Lombardo en Antonio Lombardo.
Een van zijn vroegste werken is het monument voor Antonio Roselli (1464–67) in de kerk van San Antonio in Padua. In 1467 verhuisde hij naar Venetië waar hij een toonaangevend architect werd van monumenten en gebouwen.
In de late 15de eeuw beeldhouwde Pietro Lombardo met de hulp van zijn zonen vele Venetiaanse graven, onder meer die van Dante Alighieri (1482 in Ravenna), doge Pasquale Malipiero en Pietro Mocenigo. Hij was ook de architect en de belangrijkste beeldhouwer voor de kerk van Santa Maria dei Miracoli in Venetië in de periode 1481-1489, de Scuola Grande di San Marco, en van de San Giobbe in dezelfde stad. De graftombe voor de Zanetti-familie (1485, in de kathedraal van Treviso) wordt beschouwd als een van zijn belangrijkste monumenten. Hij heeft ook heiligen en de maagd Maria afgebeeld op de muren van enkele rooms-katholieke kerken.
De Amerikaanse dichter Ezra Pound vermeldde hem in versregel 27 van zijn Canto XLV als eerste in een lijst van Italiaanse renaissancekunstenaars die hij bewonderde.
- Gemeinsame Normdatei: 118780360
- Historisch woordenboek van Zwitserland: 027633
- International Standard Name Identifier: 0000 0001 2124 888X
- Library of Congress Control Number: n85000957
- Nationale Bibliotheek van Tsjechië: xx0234307
- Nederlandse Thesaurus van Auteursnamen: 074656074
- RKD-Nederlands Instituut voor Kunstgeschiedenis: 50689
- SIKART: 4029414
- SNAC: w62843wm
- Système universitaire de documentation: 116815728
- Union List of Artist Names: 500016577
- Virtual International Authority File: 25398536
- WorldCat: E39PBJqBpfdh7xC6JPf4KgWYyd